# Austrosaginae
Austrosaginae (лат.) — подсемейство кузнечиков. Эндемики Австралии.

## Распространение
Встречаются в Австралии.

## Описание
Отличаются отсутствием апикальных шпор на дорсальной поверхности задних голеней.

## Классификация
5 родов, около 30 видов. Близки к подсемейству Saginae, отсюда и название группы Austrosaginae.
- Austrosaga Rentz, 1993
- Hemisaga Saussure, 1888
- Pachysaga Brunner von Wattenwyl, 1893
- Psacadonotus Redtenbacher, 1891
- Sciarasaga Rentz, 1993